# Tae
|  | Aquest article tracta sobre l'estat coreà. Si cerqueu TAE (Taxa Anual Equivalent), vegeu «TAE». |

Tae fou un dels estats de la confederació de Gaya a Corea. A les seves llistes de reis apareix com a primer Ijinasi Wang, que va tenir set successors de nom desconegut. Altres reis foren Inoe Wang, Wolgwang Taeja, i Haji Wang, i almenys quatre mes abans del darrer Doseolji Wang, sota el regnat del qual fou annexionat al regne de Silla el 562.